# Świeszewo (przystanek kolejowy)
Świeszewo – zlikwidowany przystanek osobowy gryfickiej kolei wąskotorowej w Świeszewie, w województwie zachodniopomorskim, w Polsce. Przystanek został zamknięty 1. września 1996 roku.